# Czajka indyjska
Czajka indyjska (Vanellus indicus) – gatunek średniej wielkości ptaka z rodziny sieweczkowatych (Charadriidae), podrodziny sieweczek (Charadriinae). Występuje na obszarze od Bliskiego Wschodu po południowo-wschodnią Azję. Nie jest zagrożony wyginięciem.

## Taksonomia
Gatunek ten w 1781 roku opisał Buffon w 15. tomie Histoire Naturelle des Oiseaux pod zwyczajową francuską nazwą Vanneau armé des Indes. Opisany przez niego okaz pochodził z Goa w Indiach. Został on też zilustrowany w jednym z zeszytów Planches enluminées d’histoire naturelle – atlasu ptaków ukazującego się w latach 1765–1780, będącego uzupełnieniem publikacji Buffona; tablica barwna przedstawiająca czajkę indyjską nosiła numer 807, podpisano ją Vanneau armé, de Goa. Nazwę zgodną z zasadami nazewnictwa binominalnego (Tringa Indica) nadał temu ptakowi Pieter Boddaert, który w swej publikacji z 1783 roku przydzielił binominalne nazwy wszystkim 1008 gatunkom zilustrowanym w Planches enluminées d’histoire naturelle (wiele z tych nazw utworzył sam).
Obecnie (2021) Międzynarodowy Komitet Ornitologiczny (IOC) umieszcza czajkę indyjską w rodzaju Vanellus; wyróżnia 4 podgatunki. Poza przedstawicielami podgatunku V. i. atronuchalis, u których wyraźnie widoczna jest odrębność, u pozostałych podgatunków zmiany w morfologii mają raczej charakter ekokliny.

## Podgatunki i zasięg występowania
IOC wyróżnia następujące podgatunki:
- V. i. aigneri (Laubmann, 1913) – południowo-wschodnia Turcja, Irak, Iran, wschodnia Arabia, południowo-wschodnie okolice Morza Kaspijskiego, Afganistan i Pakistan; prawdopodobnie lęgną się również w skrajnie północno-wschodniej Syrii[8]
- V. i. indicus (Boddaert, 1783) – czajka indyjska[9] – wschodni Pakistan, Indie, Nepal i Bangladesz[8]
- V. i. lankae (Koelz, 1939) – Sri Lanka[8]
- V. i. atronuchalis (Jerdon, 1864) – czajka białoucha[9] – północno-wschodnie Indie (Asam) i Mjanma po północną Malezję i południowy Wietnam[8].

## Morfologia

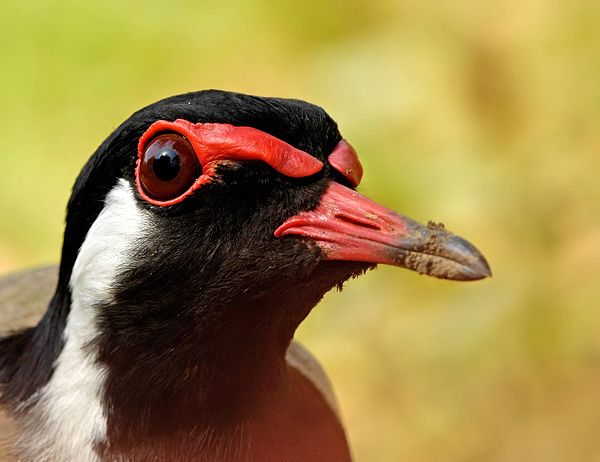
Zbliżenie głowy

Długość ciała wynosi 32–35 cm, rozpiętość skrzydeł 80–81 cm, masa ciała 110–230 g. Długość skrzydła wynosi 208–247 mm, dzioba 31–36 mm, skoku 70–83 mm, ogona 70–83 mm. Nie występuje dymorfizm płciowy w upierzeniu. Czoło, ciemię, kark i tył szyi czarne. Pokrywy uszne, boki głowy i pierś są, w przypadku ptaków podgatunku nominatywnego, białe. Broda, gardło i środek piersi czarne. Spód ciała porośnięty białymi piórami. Grzbiet po górną część kupra, barkówki, lotki III rzędu i większość pokryw skrzydłowych jasnobrązowe z zielonawym połyskiem. Pokrywy skrzydłowe średnie i mniejsze odznaczają się fioletowawym połyskiem. Końcówki pokryw skrzydłowych większych i zewnętrznych średnich białe. Lotki II rzędu u nasady są białe, dalej czarne; te bardziej wewnętrzne są całkiem białe. Lotki I rzędu wraz z pokrywami pierwszorzędowymi czarne. Niższa część kupra biała, podobnie jak pokrywy podogonowe. Sterówki białe, przed końcem występuje czarny pasek, na środkowej parze obrzeżony brązowo.
Dziób czerwony, końcowa ⅓ czarna. Nad kantarkiem występuje niewielka, czerwona narośl, która łączy się z wąską czerwoną obrączką oczną. Tęczówka czerwona, w przypadku ptaków młodych bardziej brązowa. Nogi jasnożółte, niekiedy z zielonawym lub szarawym odcieniem. Z nadgarstka wyrasta krótki, ciemny szpon.

## Ekologia i zachowanie

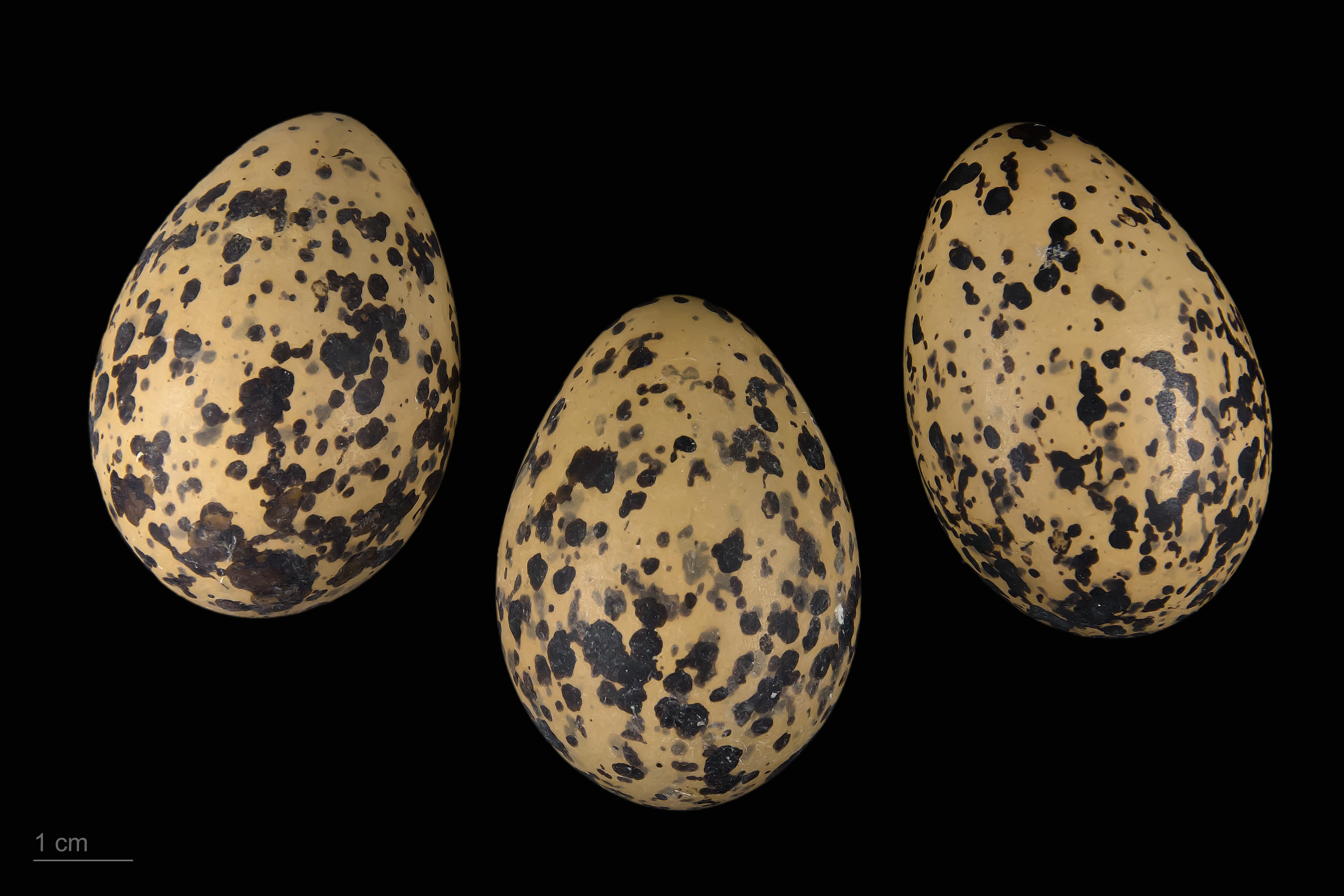
Jaja V. i. aigneri z kolekcji muzealnej

Przeważnie czajki indyjskie spotykane są w pobliżu wód, ale przebywają również na terenach rolniczych i trawiastych, jeśli są na nich niewielkie zbiorniki wodne i rowy. Mogą gniazdować w pobliżu ludzkich siedlisk, w Nowym Delhi odnotowano przypadek założenia gniazda na dachu. Nie są towarzyskie, przeważnie przebywają w parach albo grupach rodzinnych, jednak poza sezonem lęgowym mogą tworzyć stada liczące do 30 osobników. Żerują głównie nocą, szczególnie podczas pełni. Żywią się chrząszczami i innymi bezkręgowcami, w tym mrówkami, motylami, prostoskrzydłymi, skorkami, termitami i mięczakami.

### Lęgi
Okres lęgowy trwa od marca do września, dokładny czas trwania zmienny zależnie od występowania. W Pendżabie trwa on od kwietnia do sierpnia. Zniesienie liczy od 2 do 4 jaja; badane w Pendżabie w trzech kolejnych latach (2010–2012) miały średnią długość kolejno 42,42 mm, 41,58 mm i 42,34 mm, a szerokość – 30,61 mm, 30,12 mm i 29,71 mm. Inkubacja trwa 28–38 dni.

## Status
IUCN uznaje czajkę indyjską za gatunek najmniejszej troski (LC, Least Concern) nieprzerwanie od 1988 (stan w 2021). W 2016 organizacja Wetlands International szacowała wielkość światowej populacji na 50–60 tysięcy osobników. BirdLife International ocenia trend populacji jako nieznany.